# Frank Bsirske

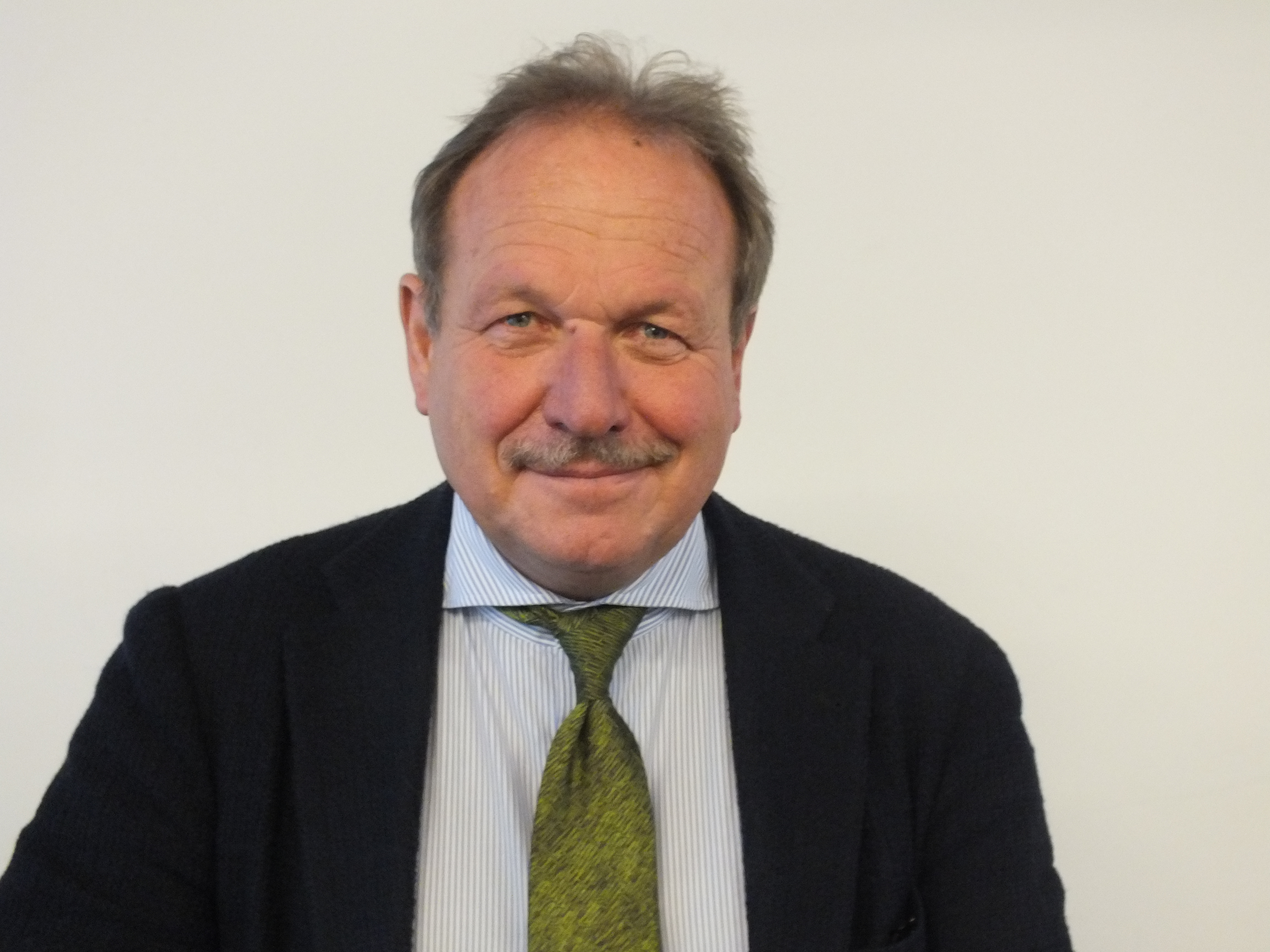
Frank Bsirske, 2018

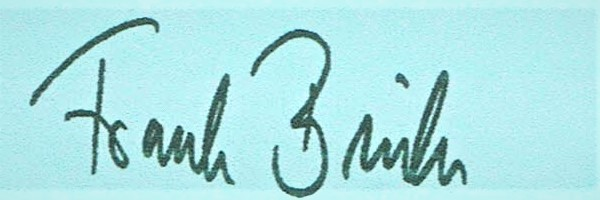
Unterschrift von Frank Bsirske

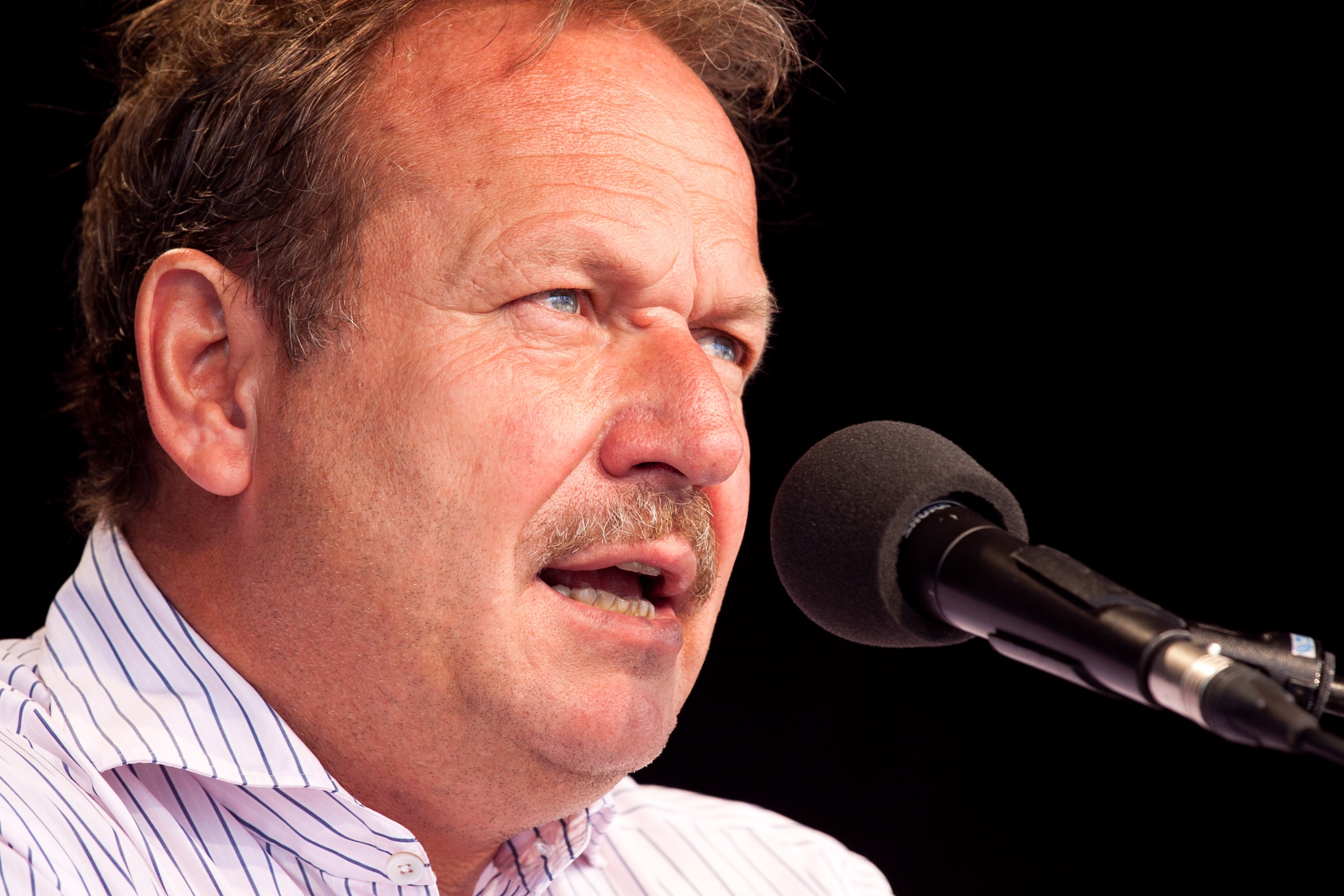
Frank Bsirske, 2010

Frank Bsirske (* 10. Februar 1952 in Helmstedt) ist ein deutscher Politiker und früherer Gewerkschaftsfunktionär. Er war von 2001 bis 2019 Vorsitzender der Gewerkschaft ver.di und ist seit 1987 Mitglied der Partei Bündnis 90/Die Grünen. Von 2021 bis 2025 war er Bundestagsabgeordneter.

## Leben
Bsirske ist der Sohn eines Arbeiters bei der Volkswagen AG und einer Krankenschwester. Sein Vater war Anhänger der KPD. Nach der Mittleren Reife (1967) holte er im Jahr 1971 sein Abitur am Theodor-Heuss-Gymnasium in Wolfsburg nach. In der Zeit war Bsirske Mitglied der SPD, wurde jedoch im Jahr 1970 aus der Partei ausgeschlossen, da ihm parteischädigendes Verhalten vorgeworfen wurde, weil er Unterschriften für die Deutsche Kommunistische Partei gesammelt hatte, damit diese zur Landtagswahl in Niedersachsen zugelassen wird.
Bsirske studierte in den Jahren 1971 bis 1978 Politikwissenschaft am Otto-Suhr-Institut der FU Berlin. Von 1978 bis 1987 war er als Bildungssekretär im Bezirk Hannover der Sozialistischen Jugend Deutschlands – Die Falken tätig. Im Jahr 1987 wurde er Fraktionsmitarbeiter der Grünen Alternativen Bürgerliste im Rat der Stadt Hannover, 1989 Sekretär der Kreisverwaltung der Gewerkschaft Öffentliche Dienste, Transport und Verkehr (ÖTV) in Hannover. 1990 stieg Bsirske zum stellvertretenden Geschäftsführer der ÖTV-Kreisverwaltung und 1991 zum stellvertretenden Bezirksvorsitzenden des ÖTV-Bezirks Niedersachsen auf. In den Jahren 1997 bis 2000 führte er als Stadtrat das Personal- und Organisationsdezernat der Stadt Hannover.
Dort begann er einige Reformprojekte (etwa kundenfreundliche Bürgerämter), sorgte allerdings auch für den Abbau von fast 1.000 Stellen unter den damals 16.000 Beschäftigten der Landeshauptstadt. Seit März 2010 ist Bsirske Kuratoriumsmitglied des Deutschen Familienverbandes.
Er war im Mai 2012 Mitorganisator der ersten erfolgreichen Europäischen Bürgerinitiative „Wasser ist ein Menschenrecht!“. Er ist Präsident der UNI-Europa und war im Jahr 2020 Gründungsmitglied des Rats der Arbeitswelt.
Im August 2020 kündigte Bsirske an, 2021 im Wahlkreis Helmstedt – Wolfsburg für den Deutschen Bundestag kandidieren zu wollen. Am 31. Oktober 2020 wurde Bsirske dort mit 44 von 66 Stimmen der Kreisverbände von Bündnis 90/Die Grünen im Wahlkreis zum Kandidaten seiner Partei gewählt. Er zog 2021 über die Landesliste in den Deutschen Bundestag ein. Bei der Bundestagswahl 2025 kandidierte er nicht erneut.

## Gewerkschaftsarbeit
Im November 2000 wurde Frank Bsirske als Nachfolger von Herbert Mai Vorsitzender der Gewerkschaft Öffentliche Dienste, Transport und Verkehr (ÖTV), die unter seiner maßgeblichen Mitarbeit im Jahr 2001 in der Vereinten Dienstleistungsgewerkschaft (Ver.di) aufging. Bsirske war vom 20. März 2001 bis September 2019 ver.di-Vorsitzender.
Am 2. Oktober 2007 wurde Bsirske auf dem ver.di-Bundeskongress in Leipzig mit 94,3 Prozent der Delegiertenstimmen zum dritten Mal in das Amt des ver.di-Vorsitzenden gewählt. Bsirske ist Arbeitnehmervertreter im Aufsichtsrat der Deutsche Bank AG, des Energiekonzerns RWE AG, der Lufthansa AG und der Postbank. Bei der Lufthansa wurde er im Jahre 2003 nach einem Streikaufruf als Aufsichtsratsmitglied nicht entlastet. Der Streik soll das Unternehmen mehrere Millionen Euro gekostet haben. Bsirske ist außerdem Mitglied im Verwaltungsrat der Kreditanstalt für Wiederaufbau (KfW).
In den Jahren 2011 und 2015 wurde er bei den jeweiligen ver.di-Bundeskongressen für eine vierte bzw. fünfte Amtszeit wiedergewählt; 2011 erhielt er 94,7 % und 2015 waren es 88,5 %. Am 24. September 2019 wurde Frank Werneke auf dem ver.di-Bundeskongress in Leipzig zu Bsirkes Nachfolger gewählt, nachdem sich dieser nicht mehr zur Wiederwahl gestellt hatte.

## Einkünfte
Aus der Aufsichtsrat-Tätigkeit bei der Lufthansa erhielt er im Jahr 2010 insgesamt 175.000 Euro, als Aufsichtsratsmitglied der Deutschen Postbank mehr als 18.000 Euro und aus der Tätigkeit als stellvertretender Aufsichtsratsvorsitzender beim Energiekonzern RWE noch einmal 234.000 Euro im Jahr 2010. Als Aufsichtsrat bei der Deutschen Bank erhielt Bsirske für die Geschäftsjahre 2017 und 2018 insgesamt rund 529.000 Euro.
Einem Artikel in der Frankfurter Rundschau vom 5. August 2008 zufolge hatte Bsirske sein Einkommen schon vor langer Zeit offengelegt. Nach Angaben seines Sprechers verdiente er damals 175.000 Euro im Jahr. Von seinen Vergütungen als Aufsichtsrat bei der Lufthansa und RWE in Höhe von insgesamt 427.000 Euro im Jahr behielt er laut seinem Sprecher 50.900 Euro. Diese Aussage steht jedoch in Widerspruch zum Beschluss des DGB-Bundesausschusses vom 10. Oktober 2000 zu den Abführungsverpflichtungen von Arbeitnehmervertretern, die als Mitglied einer DGB-Gewerkschaft in einen Aufsichtsrat gewählt wurden. Dieser Beschluss erlaubt einfachen Aufsichtsratsmitgliedern einen maximalen Eigenbehalt von 4600 Euro und stellvertretenden Aufsichtsratsmitgliedern einen Eigenbehalt von maximal 6900 Euro. Die überschießenden Beträge sind an die Hans-Böckler-Stiftung oder andere gewerkschaftsnahe Einrichtungen abzuführen. Im zuvor angeführten Artikel der Frankfurter Rundschau ist ebenfalls erwähnt, dass Bsirske die Tantiemen für sein drittes Aufsichtsratsmandat komplett abführt. Damit genügt er § 10 Nr. 2 der ver.di-Satzung, nach dem alle bei ver.di hauptamtlich Beschäftigten verpflichtet sind, die ab dem dritten Aufsichtsratsmandat erhaltenen Vergütungen vollständig abzuführen.

## Kritik
Im Sommer 2008 wurde Bsirske öffentlich kritisiert, weil er eine private First-Class-Flugreise mit der Lufthansa nach Los Angeles unternommen hatte, während die Fluggesellschaft zeitgleich durch ver.di bestreikt wurde. Als Mitglied des Aufsichtsrates der Lufthansa wurden ihm solche Freiflüge gewährt. Nach heftiger Kritik aus den Medien, von Politikern der Unionsparteien und FDP sowie auch aus dem Gewerkschaftslager selbst erklärte sich Bsirske bereit, den Flugpreis selbst zu tragen.
Im Jahr 2010 war Bsirske im Spiegel-TV-Film Unter Linken von Jan Fleischhauer zu sehen. Fleischhauer fragt ihn in der Ver.di-Bundesverwaltung, ob er sich bei den beiden Polizisten entschuldigt hätte, die auf einer Demonstration, zu der verschiedene Ver.di-Bezirke aufgerufen hatten, durch einen Sprengsatz schwer verletzt worden waren. Bsirske verneint und wendet ein, dass Organisationen, die zu einer Demonstration aufrufen, keine Verantwortung für dort begangene Straftaten tragen würden. Nachdem Bsirske weggeht und Fleischhauer nachhakt, greift Bsirske Fleischhauer am Jackett. Fleischhauer gab später an, Bsirske hätte ihn fast verprügelt.

## Schriften
- mit Klaus Busch, Axel Troost, Gesine Schwan, u. a.: Europa geht auch solidarisch! – Streitschrift für eine andere EU. VSA-Verlag, Hamburg 2016, ISBN 978-3-89965-745-6.